# フジツツジ
フジツツジ（藤躑躅 学名Rhododendron tosaense）はツツジ科ツツジ属の半常緑低木。
紀伊半島東部、四国、九州東部に分布する。花は、径3cmほどの淡い紅紫色で、3-4月に咲く。ミツバツツジ類と花の色が似ているが、花が小さいので区別がつく。宮崎県の西都原古墳群の西側の高取山に、多く植えられている。名前は藤色の花が咲くことを由来としている。花が小さいことから、メンツツジ（雌躑躅）とも呼ばれる。

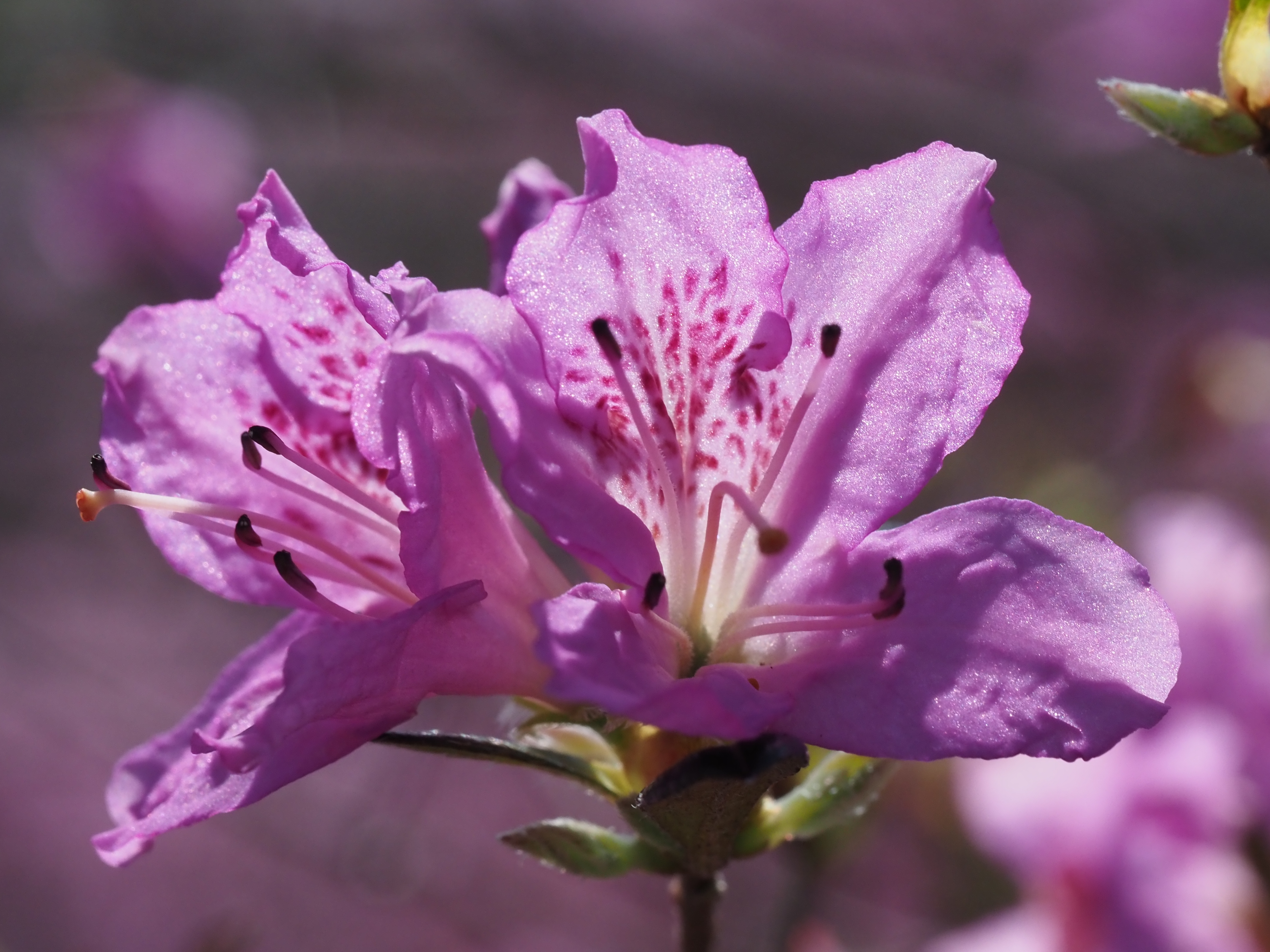
フジツツジの花